# Pentacodontidae
De Pentacodontidae zijn een familie van uitgestorven zoogdieren behorend tot de Pantolesta.
De Pentacodontidae zijn vooral bekend uit het Paleoceen van Noord-Amerika. De pentacodonten waren vermoedelijk landbewonende dieren, waarbij het gebit gespecialiseerd lijkt voor het kraken van slakken en schaaldieren. Het naamgevende geslacht Pentacodon leefde van het Torrejonian tot in het Clarkforkian en had met een gewicht van 3.5 kg de grootte van een kleine marmot. De muisgrote Bisonalveus uit het Tiffanian van Wyoming en Alberta had aanpassingen voor een giftige beet. Deze pentacodont was ongeveer 10 cm lang en had lange hoektanden met een groeve aan de voorzijde die vergelijkbaar is met die van gifslangen. Waarschijnlijk gebruikte Bisonalveus zijn giftige speeksel om prooidieren als ongewervelden en wellicht ook kleinere gewervelden te doden. Aphronorus leek op de hedendaagse solenodons. Eurolestes is de enige bekende Europese vorm uit de Pentacodontidae.